# Falcon 1e
Falcon 1e — американська ракета-носій, проектована компанією SpaceX, модернізована версія ракети-носія Falcon 1, знятої з використання 2009 після п'яти запусків, два з яких були успішними.
Falcon 1e складається з нового першого ступеня, того ж самого другого ступеня, який використовувався на Falcon 1, і нового, більшого обтічника, що можливо буде частково багаторазового використання. Спочатку було оголошено, що свій перший політ ракета зробить в середині 2011, але компанія відкликала ракети з ринку, посилаючись на «обмежений попит».
Станом на травень 2012 SpaceX повідомляла, що «Поточні плани для корисного навантаження, які літають на Falcon 1, будуть обслуговуватися запусками Falcon 9, використовуючи надлишкові потужності», запусків Falcon 1e не передбачається до 2017 року.

## Проектування
Планувалось що Falcon 1e буде на 6,1 м довше, аніж Falcon 1, загальною довжиною 27,4 м, хоч обидві ракети одного діаметра — 1,68 м. Маса першого ступеня 5680 кг, розганяти її мав би двигун Merlin 1C, спалюючи при цьому 39463 кг RP-1 і рідкого кисню. Перший ступінь працює 196 с. Другий ступінь важить 544 кг, двигун Кестрела спалює 3073 кг пального. Двигун перезапускабельний, і може загалом пропрацювати 418 секунд.

## Запуски
Очікувалось, що запуски будуть здійснюватися з острова Омелек, що входить до складу Маршальських островів і з мису Канаверал, однак SpaceX повідомили, що готові розглянути також інші місця. Планувалося, що після демонстраційного польоту Falcon 1e здійснить серію запусків супутників Orbcomm O2G, (всього 18, по кілька за політ). EADS Astrium мав би здійснювати маркетинг Falcon 1e в Європі.